# Dao động điều khiển bằng điện áp

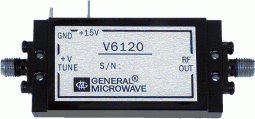
Một VCO sóng cực ngắn 12–18 GHz chế sẵn

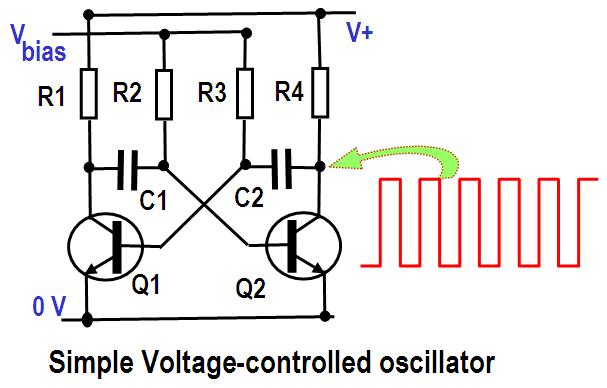
Một VCO âm tần đơn giản nhất

Mạch Dao động điều khiển bằng điện áp, thường viết tắt theo tiếng Anh là VCO (Voltage-controlled oscillator) là mạch tạo dao động điện tử có tần số dao động được điều khiển bởi một ngõ vào điện áp. Do đó VCO có thể được sử dụng để điều chế tần số (FM) hoặc điều chế pha (PM) bằng cách áp dụng tín hiệu điều chế cho đầu vào điều khiển. VCO cũng là một phần không thể thiếu của vòng khóa pha.
Dùng điện áp điều khiển tần số của mạch dao động vốn không phức tạp. Trong các mạch dao động nếu thay điện áp cấp cho các thiên áp, thường lấy từ nguồn nuôi V+, bằng nguồn riêng Vc (hay Vbias) chỉnh được, là có thể làm thay đổi tần số ra. Tuy nhiên để đạt được độ tuyến tính điều khiển và độ ổn định, thì cần đến sơ đồ đặc biệt và một số linh kiện phải có độ chính xác cao.
Mạch biến đổi điện áp thành tần số (VFC, voltage-to-frequency converter) là một loại VCO đặc biệt được thiết kế để điều khiển tần số rất tuyến tính theo dải điện áp điều khiển đầu vào.
{\displaystyle f_{\text{out}}=kV_{\text{control}}+f_{\text{0}}}
trong đó 
{\displaystyle k} là hằng số,
{\displaystyle f_{\text{0}}} là tần trung tâm của băng tần làm việc.

## Các loại VCO
VCO thường được phân loại thành hai nhóm dựa trên loại dạng sóng được tạo ra.
- Mạch dao động tuyến tính hoặc điều hòa, tạo ra dạng sóng hình sin. Bộ tạo dao động điều hòa trong thiết bị điện tử thường bao gồm bộ cộng hưởng với bộ khuếch đại bù lại các tổn thất của bộ cộng hưởng (để ngăn chặn suy giảm biên độ) và cách ly bộ cộng hưởng khỏi đầu ra nhằm ngăn chặn tải không ảnh hưởng đến bộ cộng hưởng. Một số ví dụ về dao động điều hòa là dao động LC và dao động tinh thể. Trong bộ tạo dao động điều khiển điện áp, đầu vào điện áp điều khiển tần số cộng hưởng. Trường hợp sử dụng Điện dung của một diode biến dung (varactor) được điều khiển bởi điện áp trên diode. Varactor được sử dụng để thay đổi điện dung (và do đó là tần số) của mắt LC. Một varactor cũng có thể thay đổi tải trên bộ cộng hưởng tinh thể và kéo tần số cộng hưởng của nó.
- Mạch dao động thăng giáng để tạo ra dạng sóng răng cưa hoặc hình tam giác. Chúng thường được sử dụng trong các mạch tích hợp (IC). Mạch dùng IC có thể cung cấp một loạt các tần số hoạt động với số lượng tối thiểu các thành phần bên ngoài.

Trong các ứng dụng kỹ thuật số thì tại ngõ ra cuối cùng là sóng xung vuông. Các mạch chia đôi tần số đảm bảo xung có duty là 50%.

Một VCO cho tần số âm tần
Điều chế sóng mang AM hoặc FM